# Powiat Ukena
Powiat Ukena (jap. 浮穴郡 Ukena-gun) – dawny powiat w Japonii, był częścią prowincji Iyo (późniejsze tereny prefektury Ehime).
W pierwszym roku okresu Meiji na terenie powiatu znajdowało się 103 wioski.
16 grudnia 1878 roku powiat Ukena został podzielony na dwa powiaty: Kamiukena i Shimoukena, w wyniku czego został rozwiązany.